# Ławki (bagno)
Ławki lub Bagno Ławki – największe w Kotlinie Biebrzańskiej bagno, na mapie Geoportalu opisane jako teren roślinności trawiastej lub upraw rolnych i położony na wysokości 103 m n.p.m. Znajduje się w Biebrzańskim Parku Narodowym w miejscowościach Nowa Wieś i Szorce w województwie podlaskim, w powiecie monieckim, w gminie Trzcianne. Ciągnie się po zachodniej stronie Olszowej Drogi. Prowadzi przez nie ścieżka przyrodnicza „Długa Luka”.
Bagno Ławki ma powierzchnię około 10 000 ha, czyli niemal tyle samo co powierzchnia całego Białowieskiego Parku Narodowego. Otwarty, pozbawiony drzew i krzewów teren istniał tutaj już we wczesnym średniowieczu, a być może jeszcze dawniej. Świadczy o tym nazwa bagna; litewskie słowo „laukas” i pruskie „lauk” oznaczają bowiem teren bezleśny lub pole uprawne.

## Ścieżka przyrodnicza „Długa Luka”
Jest to biegnąca na całej długości drewnianą kładką ścieżka dydaktyczna przez torfowisko. Ma długość 400 m. Zaczyna się przy Olszowej Drodze, biegnie w kierunku południowo-zachodnim i kończy pomostem obserwacyjnym. Torfowisko ciągnie się na zachód od Olszowej Drogi aż po horyzont. Na jego północnym skraju stoi wieża widokowa. Wokół rozpościera się ogromne turzycowisko, miejscami porastające rośliną knieć błotna, która jest przysmakiem łosi. Z rzadkich roślin występują: wierzba lapońska i kukułka krwista. W turzycowisku gniazduje wiele ptaków, m.in. bekas kszyk i rzadka w Polsce wodniczka. Corocznie na turzycowisku w pobliżu wieży widokowej odbywają się „Biebrzańskie Siankosy” – zawody w ręcznym koszeniu podmokłych łąk. Koszenie to jest niezbędne dla zachowania utworzonego przez wieki siedliska i przetrwania wodniczki.

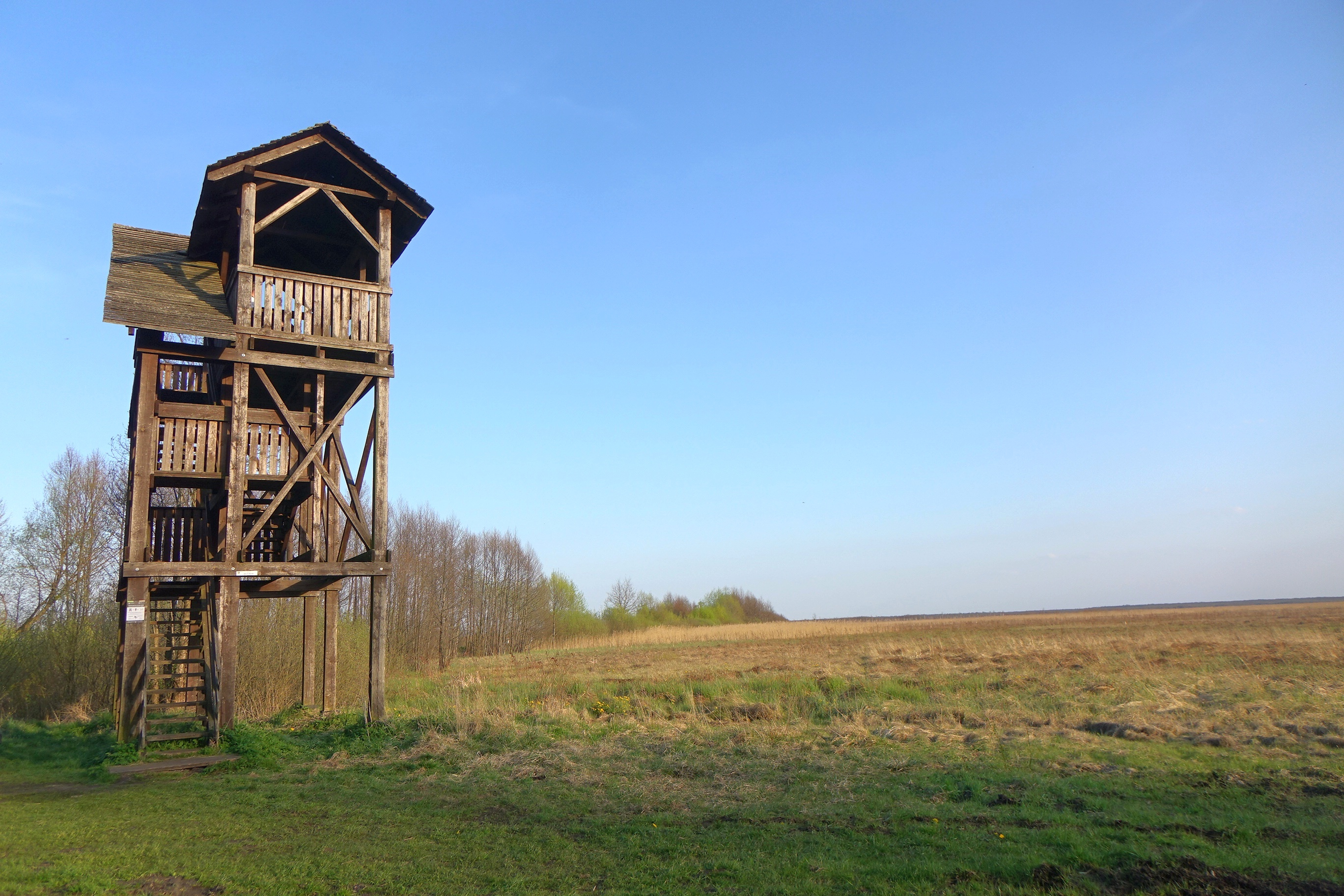
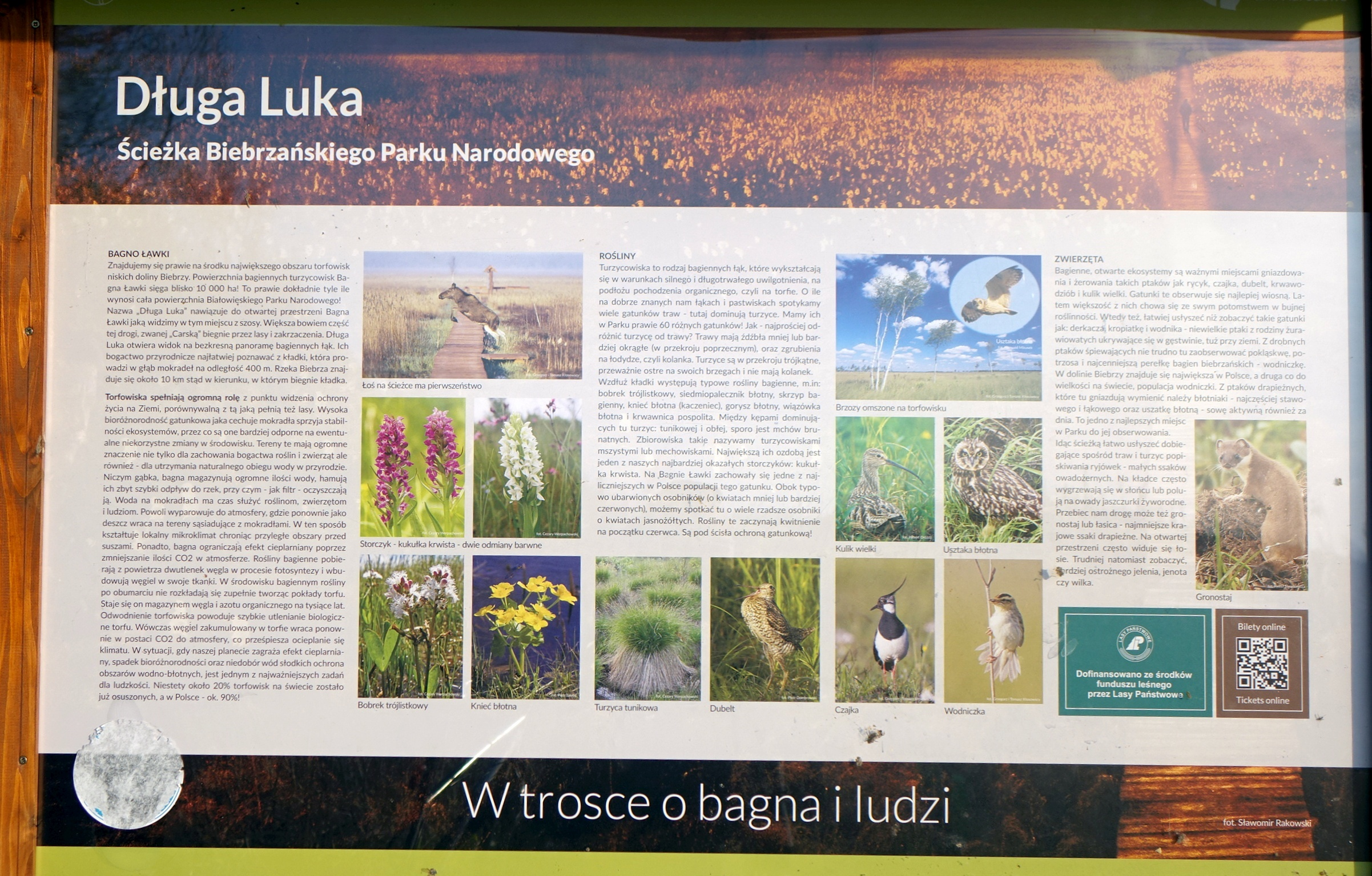
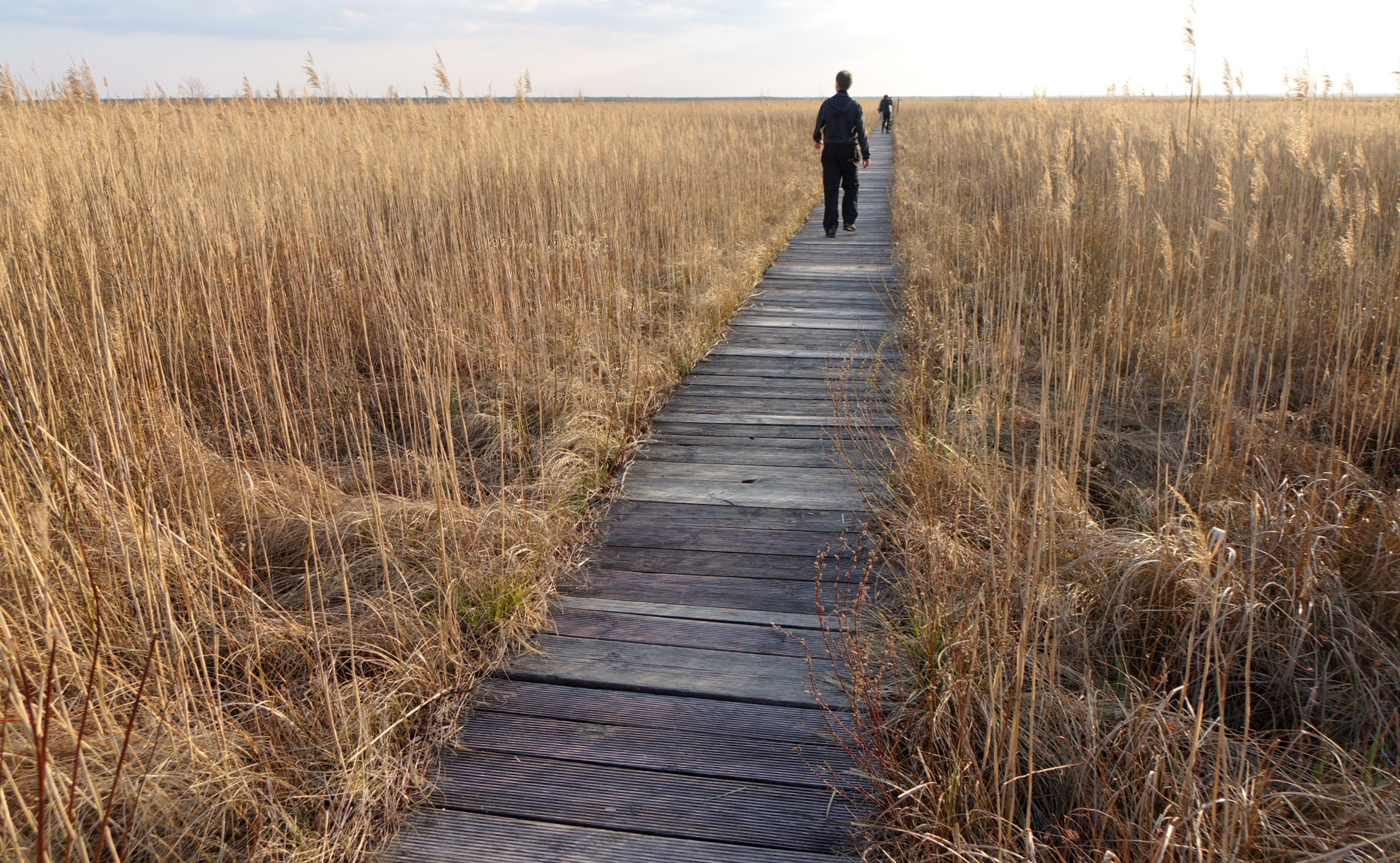
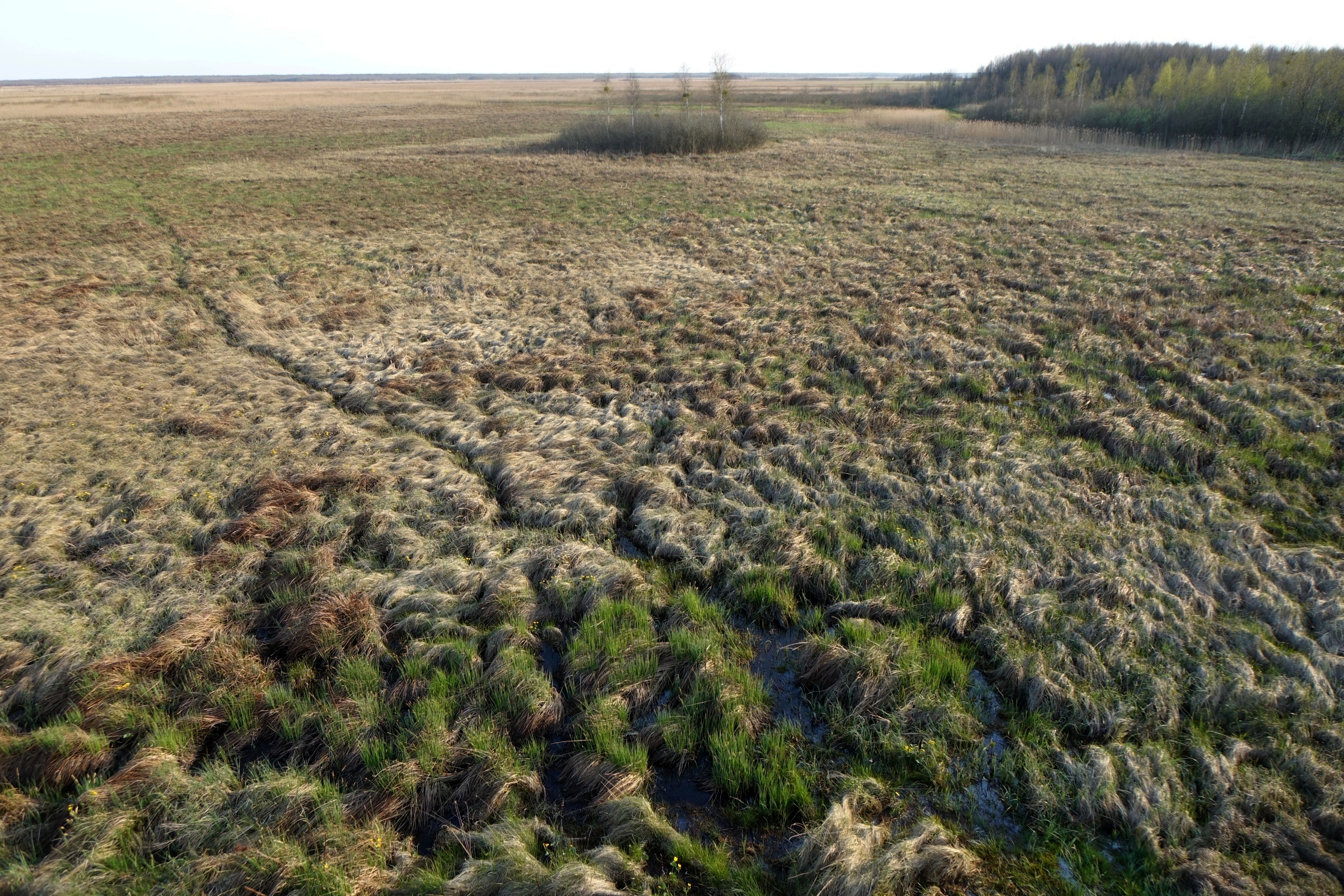